# Horní Myslová
Horní Myslová település Csehországban, a Jihlavai járásban. Horní Myslová Borovná, Krahulčí, Kostelní Myslová és Telč településekkel határos. Lakosainak száma 93 fő (2024. január 1.).

## Népesség
A település lakosságának változását az alábbi diagram mutatja:
| Lakosok száma | 193  | 198  | 155  | 99   | 99   | 87   | 92   | 93   | 91   | 93   |
|               | 1869 | 1890 | 1921 | 1950 | 1980 | 2001 | 2017 | 2019 | 2022 | 2024 |